# Murray Leinster

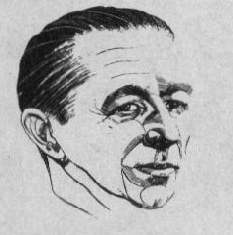

Murray Leinster (* 16. Juni 1896 in Norfolk, Virginia; † 8. Juni 1975 in Gloucester Courthouse, Gloucester County, Virginia; eigentlich William Fitzgerald Jenkins) war ein US-amerikanischer Schriftsteller.
Im Laufe seines Lebens schrieb Leinster über 1500 Geschichten und Romane in verschiedenen Genres mit dem Schwerpunkt Science-Fiction.

## Leben
Leinster schrieb im Alter von 13 Jahren für eine Zeitung und veröffentlichte 1919 seine erste Science-Fiction-Geschichte The Runaway Skyscraper. Er diente im Ersten und Zweiten Weltkrieg.
In einer Kurzgeschichte aus dem Jahre 1946 namens A Logic Named Joe beschrieb er als einer der ersten einen sogenannten Personal Computer und eine frühe Vision des Internets.
2000 verklagten seine Erben Paramount Pictures wegen des Namens des Films Star Trek: Der erste Kontakt (orig.: Star Trek: First Contact), der so hieß wie eine Kurzgeschichte Leinsters. Jedoch wurde die Klage zurückgewiesen, da der Begriff inzwischen allgemein gebräuchlich sei.
Einige seiner Geschichten und Romane dienten als Vorlage für Film- und Fernsehproduktionen. 1966 wurde bspw. der Film Verhängnisvolle Fracht veröffentlicht, im Jahr darauf folgte The Terrornauts.
Leinster heiratete 1921 Mary Mandola, sie bekamen vier Töchter.

## Auszeichnungen
- 1956: Hugo Award für die Erzählung Exploration Team
- 1969: First Fandom Hall of Fame Award
- 1996: Retro Hugo Award für die Erzählung First Contact

## Bibliografie

### Serien
Joe Kenmore
- Space Ferry (1952)
- Space Platform (1953)
  - Deutsch: Projekt Raumstation. Pabel, 1957.
- Space Tug (1953)
  - Deutsch: Zwischen Erde und Mond. Pabel UTOPIA Großband Nr. 49, 1957.
- City on the Moon (1957)
  - Deutsch: Die Mondstadt. ISBN 3-548-03251-6, 1967.

Med Service
- The Mutant Weapon (1959)
  - Deutsch: Der Weltraumarzt. Moewig Terra Sonderband Nr. 49, 1961.
- This World Is Taboo auch: Pariah Planet (1961)
  - Deutsch: Der Weltraumarzt und die Seuche von Dara. Moewig Terra Sonderband Nr. 52, 1961.
- Doctor to the Stars (1964)
  - Deutsch: Der Weltraumarzt auf dem Kriegspfad, Moewig Terra Nr. 405, 1965, auch: Patrouille des Friedens. Luebbe-Bastei, Bastei SF Nr. 21, ISBN 3-404-00037-4, 1972.
- The Hate Disease (1963)
  - Deutsch: Der Weltraumarzt greift ein. Moewig Terra Nr. 468, 1966.
- S.O.S. from Three Worlds (1966)
  - Deutsch: Drei Welten funken SOS. Moewig Terra Nova Nr. 36, 1968.

Time Tunnel
- Time Tunnel (1964)
  - Deutsch: Unternehmen Zeittunnel auch: Der Tunnel in die Vergangenheit. Moewig Terra Nova Nr. 47, 1966.
- Timeslip! (1967)
  - Deutsch: Unternehmen Zeittransport. Moewig Terra Nova Nr. 50, 1968.

Land of the Giants
- Land of the Giants auch: Land of the Giants: The Trap (1968)
  - Deutsch: Im Land der Giganten. Moewig, 1969.
- The Hot Spot (1969)
  - Deutsch: Die Irrfahrten der Spindrift. ISBN 3-548-02917-5, 1972.
- Unknown Danger (1969)
  - Deutsch: Im Reich der Giganten. ISBN 3-548-02937-X, 1972.

### Einzelromane
- Sidewise in Time (1934)
  - Deutsch: Quer durch die Zeit. Pabel Utopia-Zukunftsroman. Nr. 500, 1966.
- Fight for Life auch: The Laws of Chance (1947)
  - Deutsch: Gesetz des Zufalls. Moewig Terra Nr. 154, 1958.
- The Last Space Ship (1949)
  - Deutsch: Das letzte Raumschiff. Moewig Terra Bd. 131, 1967.
- The Other World (1949)
  - Deutsch: Die andere Welt. Pabel, 1957.
- Fury from Liliput (1949)
  - Deutsch: Die fünfte Dimension. Pabel Utopia-Zukunftsromane Nr. 450, 1965.
- Planet of the Small Men (1950)
  - Deutsch: Der Planet der Kleinen. Pabel Utopia-Zukunftsroman Nr. 523, 1967.
- Conquest of the Stars (1952)
- The Unknown (1952)
- The Brain-Stealers (1954)
  - Deutsch: Vampire aus dem All. Moewig Terra Bd. 200, 1961.
- Gateway to Elsewhere (1954)
- Operation: Outer Space (1954)
- Fernsehstudio Galaxis. Moewig Terra Bd. 137, 1958.
- The Black Galaxy (1954)
  - Deutsch: Die schwarze Galaxis. ISBN 3-548-03242-7, 1965.
- The Forgotten Planet (1954)
  - Deutsch: Der vergessene Planet. Pabel Utopia Science Fiction Grossband Nr. 62, 1957.
- The Other Side of Here (1955)
  - Deutsch: Invasion aus einer anderen Welt. Moewig Terra Bd. 94, 1960.
- The Planet Explorer (1956)
  - Deutsch: Der Planeteninspektor. Heyne, 1967.
- Colonial Survey (1956)
  - Deutsch: Abenteuer auf Loren II. 1958.
- War with the Gizmos (1958)
- The Strange Invasion (1958)
  - Deutsch: Gefährliche Invasion. Pabel Utopia Zukunftsroman Nr. 130, 1958.
- Four from Planet 5 (1959)
  - Deutsch: Die Kinder vom fünften Planeten. Moewig Terra Nr. 70, 1963.
- The Monster from Earth’s End (1959)
  - Deutsch: Monster vom Ende der Welt. Pabel Utopia-Zukunftsroman Nr. 549, 1967.
- The Pirates of Zan auch: The Pirates of Ersatz (1959)
  - Deutsch: Piratenflotte über Darth. Moewig Terra Bd. 284, 1962.
- Men Into Space (1960)
  - Deutsch: Eroberer des Alls. Moewig, 1968.
- Creatures of the Abyss auch: The Listeners (1961)
  - Deutsch: Die Lauscher in der Tiefe. Moewig Terra Bd. 490, 1966.
- The Wailing Asteroid (1961)
  - Deutsch: Der Ruf des Asteroiden. Moewig Terra Bd. 416, 1965.
- Talents, Incorporated (1962)
  - Deutsch: Die galaktische Verschwörung auch: Talente-GmbH. ISBN 3-404-09934-6, 1965.
- Operation Terror (1962)
  - Deutsch: Terrorstrahlen. Moewig Terra Bd. 366, 1964.
- The Greks Bring Gifts (1964)
- Invaders of Space (1964)
  - Deutsch: Freibeuter des Alls. Pabel Utopia-Zukunftsromane Nr. 465, 1965.
- The Duplicators auch: Lords of the Uffts (1964)
  - Deutsch: Die Revolution der Uffts. Moewig Terra Bd. 426, 1965.
- The Other Side of Nowhere (1964)
- Checkpoint Lambda (1966)
- Get Off My World! (1966)
- Space Captain (1966)
  - Deutsch: Captain Trent und die Piraten. Pabel Utopia-Zukunftsroman Nr. 514, 1966.
- Miners in the Sky (1967)
- Space Gypsies (1967)
- Quarantine World (1992)
- Sand Doom (2007)

### Storysammlungen
- mit Malcolm Jameson, Frank Belknap Long, Eric Frank Russell: The Ultimate Invader: And Other Science-Fiction (1954)
- Out of this World (1958)
- Monsters and Such (1959)
  - Deutsch: Monstren und andere Zeitgenossen. Pabel, 1971.
- Twists in Time (1960)
  - Deutsch: Das Ende der Galaxis. Moewig, 1969.
- The Aliens (1965)
  - Deutsch: Phantome. 1973.
- mit Jack Williamson, John Wyndham: The Moon Era (1967)
- The Best of Murray Leinster (1976)
  - Deutsch: Die besten Stories von Murray Leinster. ISBN 3-811-86704-0, 1984.
- First Contacts: The Essential Murray Leinster (1995)
- Planets of Adventure (2003)
- The Runaway Skyscraper and Other Tales from the Pulps (2007)

### Andere Bücher
(thematisch nicht der Science Fiction zugehörig)
- Her Desert Lover (1925, als Louisa Carter Lee)
- Scalps: A Murder Mystery auch: Wings of Change (1930)
- Love and Better: A Love Story (1931, als Louisa Carter Lee)
- Murder Madness (1931)
- Murder Will Out (1932, als Will F. Jenkins)
- Sword of Kings (1933, als Will F. Jenkins)
- Mexican Trail (1933, als Will F. Jenkins)
- Rustlin’ Sheriff auch: Outlaw Sheriff (1934, als Will F. Jenkins)
- Murder in the Family (1935, als Will F. Jenkins)
- No Clues (1935, als Will F. Jenkins)
- Black Sheep auch: Texas Gun-Law (1936, als Will F. Jenkins)
- Guns for Action (1936, als Will F. Jenkins)
- The Man who Feared (1942, als Will F. Jenkins)
- The Murder of the USA auch: Destroy the USA (1946, als Will F. Jenkins)
- Two-Gun Showdown auch: The Gamblin’ Kid (1948, als Will F. Jenkins)
- Wanted Dead Or Alive (1950)
- Dallas (1950, als Will F. Jenkins)
- Fighting Horse Valley auch: Texas Gun-Slinger (1951, als Will F. Jenkins)
- The Kid Deputy (1951, als Will F. Jenkins)
- Cattle Rustlers (1953, als Will F. Jenkins)
- Outlaw Deputy (1954)